# レンドヴァ (護衛空母)
|           |                                                                           |
| 艦歴      |                                                                           |
| 発注:     |                                                                           |
| 起工:     | 1944年6月15日                                                             |
| 進水:     | 1944年12月29日                                                            |
| 就役:     | 1945年10月22日                                                            |
| 退役:     | 1955年6月30日                                                             |
| その後:   | 1959年に貨物航空機運搬艦に艦種変更                                        |
| 除籍:     | 1971年4月1日                                                              |
| 性能諸元  |                                                                           |
| 排水量:   | 11,373トン(基準)                                                          |
| 全長:     | 169.9m                                                                    |
| 全幅:     | 32.05m                                                                    |
| 吃水:     | 8.5m                                                                      |
| 機関:     | 4基筒蒸気タービン×2基 スクリュープロペラ×2軸                              |
| 最大速:   | 19ノット                                                                  |
| 航続距離: |                                                                           |
| 乗員:     | 士官、兵員1,066名                                                         |
| 兵装:     | 38口径5インチ単装砲 2基 40mm4連装機銃 3基 40mm連装機銃 12基 20mm機銃 20基 |
| 搭載機:   | 戦闘機×18機 艦上攻撃機×12機                                               |

レンドヴァ (USS Rendova, CVE-114) は、アメリカ海軍の護衛空母。コメンスメント・ベイ級航空母艦の10番艦。艦名はソロモン諸島のレンドヴァ島に因んで命名された。

## 艦歴
当初はモサール・ベイ (Mosser Bay) の艦名であったが、1944年6月15日にワシントン州タコマのトッド・パシフィック造船所で起工し、1944年12月29日にアンナ＝マリー・H・カーツ夫人によって進水、1945年10月22日にR・W・ルーブル艦長の指揮下就役する。
その就役は第二次世界大戦には間に合わず、1946年の1月に整調を完了、2月に第1艦隊に配属される。3月の間は西海岸で演習に従事し、4月にメンテナンスが行われる。一年間をサンディエゴで停泊し、第15空母部隊に現役のまま保存される。1947年の春に現役活動に復帰し、翌年にかけて西海岸及びハワイ水域で訓練演習を継続した。
1948年4月1日にサンフランシスコを出航し、AT-6練習機をトルコに運搬する。パナマ運河を通過しイェシルキョイに4月28日到着、積み荷を降ろすと5月4日に出航する。スエズ南方に移動した後インド洋と太平洋を横断した。途中多くの港に親善訪問を行い、7月1日にサンディエゴに帰還、28日に次の任務で青島に向けて出航する。青島には8月23日から27日まで留まり、母港のサンディエゴに9月末帰還、その後は西海岸で訓練を行った。1949年に入ると再び極東に展開し、4月半ばまで沖縄と青島の間で活動する。その後母港に帰還し第1艦隊との訓練を再開する。10月にブレマートンに到着し、オーバーホールの後1950年1月27日に退役し、太平洋予備役艦隊で保管される。
半年後の1950年6月25日、朝鮮半島で北朝鮮軍が38度線を超え、朝鮮戦争が勃発する。レンドヴァは活性化を命じられた。1951年1月3日に再就役し、4月に配備が完了、7月3日に西へ向けて出航する。8月2日に横須賀に到着し、その後沖縄水域で訓練を行う。9月20日に神戸に到着し、シシリー (USS Sicily, CVE-l18) と任務を交代する。
22日、レンドヴァは第212海兵隊航空団の兵員、航空機（コルセア）、装備の搭載を完了し、翌23日に部隊の認証を受ける。24日に佐世保で弾薬、燃料の補給を受け、25日に黄海の作戦水域「ナン」に入る。そこでイギリス海軍のグローリー (HMS Glory, R62) と任務を交代し、翌26日に艦載機の最初の出撃を行う。翌月に渡ってレンドヴァは韓国の西海岸を巡航し、オーストラリア海軍のシドニー (HMAS Sydney, R17) と交代する。 VMF-212 は韓国軍、アメリカ海兵隊、アメリカ陸軍第8軍の地上作戦に対する支援、国連軍の封鎖支援、航空偵察、写真撮影任務などで1,743回に上る出撃を行った。11月17日にレンドヴァは64回という護衛空母最高の出撃記録を達成した。
レンドヴァは最後の支援任務を12月6日に完了し、22日にサンディエゴに帰還、1952年に入ると第1艦隊との訓練演習を西海岸で再開する。9月に再び西太平洋へ出航、二ヶ月にわたってオペレーション・アイヴィー（マーシャル諸島で行われた一連の核実験）に参加し、その後カリフォルニア州へ帰還する。1953年に予備役となり西海岸での訓練を継続し、1954年に復帰、西太平洋に展開し対潜水艦攻撃空母として活動した。6月半ばにカリフォルニアに帰還し、10月までロングビーチ沖で訓練を継続、その後不活性化オーバーホールのためメア・アイランドに向かう。レンドヴァは1955年2月2日に太平洋予備役艦隊サンフランシスコ・グループに加わり、6月30日に退役する。1959年に AKV-14（貨物航空機運搬艦）に艦種変更され、1971年4月1日に除籍されるまで予備役艦隊で保管された。
レンドヴァは朝鮮戦争の戦功で2つの従軍星章を受章した。